# Медаль «XXX лет Байкало-Амурской магистрали»
Медаль «XXX лет Байкало-Амурской магистрали» — ведомственная награда Министерства транспорта Российской Федерации, учреждённая приказом Минтранса № 6 от 29 июня 2004 года «Об учреждении памятной медали "О памятной медали «XXX лет Байкало-Амурской магистрали»".

## Правила награждения
Согласно положению о медали, награды удостаивались: 
- Работники центрального аппарата Министерства, федеральных агентств и Федеральной службы по надзору в сфере транспорта, находящихся в ведении Министерства транспорта России, и их территориальных органов, организаций транспорта, дорожного хозяйства, геодезии и картографии, принимавшие активное участие в строительстве Байкало-Амурской магистрали и безупречно проработавшие на БАМе не менее 15 лет.

- Работники федеральных органов исполнительной власти, органов исполнительной власти субъектов Российской Федерации и органов местного самоуправления, внесшие значительный вклад в развитие Байкало-Амурской железнодорожной магистрали.

Решение о награждении памятной медалью "XXX лет Байкало-Амурской магистрали" принималось Министром транспорта Российской Федерации.
Награждение памятной медалью "XXX лет Байкало-Амурской магистрали" может быть осуществлено только один раз.

## Правила ношения
Памятная медаль "XXX лет Байкало-Амурской магистрали" носится на левой стороне груди и располагается ниже государственных наград Российской Федерации, РСФСР и СССР.

## Описание медали
Памятная медаль "XXX лет Байкало-Амурской магистрали" изготавливается из латуни и имеет форму правильного круга диаметром 32 мм.
На лицевой стороне медали изображение символических тепловоза, электровоза и электропоезда, движущихся из одной точки по центру. По верхней части окружности надпись: "Байкало-Амурской магистрали". В верхней части по центру надпись: "XXX лет". В нижней части по центру - железнодорожное колесо, с двух сторон которого изображены крылья.
На оборотной стороне медали в верхней части надпись: "1974", в нижней части - "2004", между которыми в центральной части медали помещено изображение технического знака - перекрещенных молотка и ключа.
Все надписи и изображения на медали выпуклые. Края медали окаймлены бортиком.
Медаль при помощи ушка и кольца соединяется с прямоугольной колодочкой, покрытой шелковой муаровой лентой шириной 24 мм красного цвета с продольными полосами по краям шириной 2 мм синего цвета. Края ленты окантованы белыми полосками по 2 мм.